# Simón (pel·lícula de 2023)
Simón és una pel·lícula dramàtica del 2023 escrita i dirigida pel director veneçolà Diego Vicentini. La pel·lícula tracta sobre un jove veneçolà, Simón, qui després de ser detingut i torturat durant les protestes a Veneçuela, fuig del país i sol·licita asil a Miami, on ha de decidir si quedar-se a la ciutat o si tornar a Veneçuela a enfrontar a la tirania. El llargmetratge ha rebut múltiples premis, incloent-hi millor pel·lícula del Festival de Cinema Veneçolà de 2023. Simón va ser nominada a la 38a edició dels Premis Goya en la categoria de millor pel·lícula iberoamericana.

## Sinopsi
Durant les protestes a Veneçuela, Simón (Christian McGaffney) i els seus companys són detinguts, sent víctimes de tortura. Obligat a fugir de Veneçuela, es converteix en sol·licitant d'asil i es dirigeix a Miami. Immigració l'informa que, una vegada obtingut l'asil, no podrà tornar al seu país. Simón enfronta tant trauma com culpa i ha de prendre la decisió de si quedar-se a Miami i començar una nova vida o tornar al seu país per a enfrontar una tirania.

## Repartiment
- Christian McGaffney com a Simon
- Roberto Jaramillo com a Chucho
- Jana Nawartschi com a Melissa
- Franklin Virgüez com a coronel Lugo

## Producció
El director, Diego Vicentini, va produir un curtmetratge homònim sobre les protestes a Veneçuela de 2017, «Simón», com a part de la seva tesi de grau del mestratge de cinema cursada a Los Angeles Film Academy. La producció va ser estrenada en 2018 en vuit països i Vicentini va decidir convertir-la en un llargmetratge davant l'acolliment inesperat. Per al paper del protagonista, el director originalment necessitava a un veneçolà bilingüe i de vint anys, la qual cosa limitava les opcions. Ja coneixia a Christian McGaffney del curtmetratge, i estava segur que seria la personal ideal per al paper. Vicentini va comentar que va triar el nom de «Simón» per a «atribuir-li la mitologia de Bolívar a tots aquests joves que són anònims».
El rodatge del llargmetratge va coincidir amb la pandèmia de COVID-19, la qual cosa va significar diverses complicacions logístiques: a l'elenc i a l'equip se'ls van fer proves cada tres dies, l'ús de màscares era estricte i el set s'esterilitzava entre escenes, representant costos addicionals i imprevistos per a la producció. Addicionalment existia el risc que el protagonista, Christian, s'emmalaltís. Això va obligar al fet que una escena ambientada en una concorreguda discoteca a Miami es modifiqués, i en lloc de comptar amb 250 extres la quantitat es va reduir a 30. La pel·lícula es va gravar en el transcurs de 28 dies a 23 ubicacions diferents.
L'ambient de la presó va ser filmat en Redland, pròxim a Homestead, en el sud de Florida, on hi ha una ciutat abandonada amb edificis en deterioració. L'actor Franklin Virgüez va comentar en una entrevista que va utilitzar el mètode Stanislavski per a gravar una de les seves escenes: quan es va mudar de Barquisimeto a Caracas, inicialment va viure en un ranxo a Monte Piedad, en un turó on abundaven les rates, on en va desenvolupar una fòbia, per la qual cosa es va imaginar a rates sobre Christian en l'escena de l'interrogatori per evocar les emocions desitjades.Simón és el primer llargmetratge de Diego Vicentini. El director va comentar que la pel·lícula va tenir un total de 18 versions del guió abans de triar una versió definitiva.
El llargmetratge va ser estrenat el 15 d'abril de 2023 en el Festival de Cinema de Florida, a Orlando, els Estats Units. Posteriorment va ser projectat en el Festival International de Cinema de Dallas.

## Recepció
Simón va ser nominada al Gran Premi del Jurat a la Millor Pel·lícula de Narrativa en el Festival de Cinema de Florida i va ser guardonada amb el Premi del Público al millor llargmetratge de ficció internacional del Festival International de Cinema de Dallas. Al Festival del Cine Venezolano de 2023, la pel·lícula va rebre múltiples reconeixements, incloent-hi «Millor Pel·lícula», «Millor Director», «Millor Actor de Repartiment» (per a Franklin Virgüez), «Millor Fotografia», «Millor Edició» i «Millor Guió».
L'Acadèmia de les Arts i les Ciències Cinematogràfiques de Veneçuela va triar a Simón per a representar a Veneçuela en la 38a edició dels Premis Goya. La pel·lícula no va ser escollida com a candidata del país per als Premis Oscar, obtenint 10 vots a favor, 12 en contra i dues abstencions. Diego Vicentini va declarar estar decebut amb la decisió, sostenint que la pel·lícula té els mèrits per a ser-ho i va denunciar irregularitats durant el procés de selecció, informant que el seu equip i ell van rebre informes que part del comitè de selecció, tradicionalment conformat per integrants gremi de cineastes veneçolans, enguany va consistir en persones desconegudes. Els informes també van descriure el debat com a irregular, havent-hi un bloc de membres indisposats a escoltar arguments a favor de Simón i fins i tot arribant a callar a algú que volia parlar a favor de la pel·lícula. Addicionalment, en el comitè va participar Ray Ugencio, primer assistent de direcció en la pel·lícula triada com a candidata, La sombra del sol, generant-se un conflicte d'interessos.
No obstant això, Vicentini també va publicar un vídeo aclarint que la seva intenció no era perjudicar la pel·lícula La sombra del sol, sinó una crítica a l’Asociación Nacional de Autores Cinematográficos (ANAC), encarregada del procés de selecció, disculpant-se per l'efecte negatiu que podia haver tingut la seva denúncia.
El 25 de setembre de 2023, la Acadèmia d'Arts i Ciències Cinematogràfiques dels Estats Units (els Oscars) va sol·licitar incorporar el guió de la pel·lícula a la col·lecció permanent de la seva biblioteca. En octubre, Simón va ser guardonada amb el Gran Premi al Festival Internacional de Cinema Heartland.
Cap a finals de l'any, la pel·lícula s'havia convertit en la pel·lícula més taquillera a Veneçuela en els últims sis anys, des de 2016, després de Papita 2da base.
El 30 de novembre, Simón va ser nominada oficialment a la 38a edició dels Premis Goya en la categoria de millor pel·lícula iberoamericana.

## Reconeixements
| Any  | Premi / Festival                              | Categoria                                       | Receptor(s)      | Result    |
| ---- | --------------------------------------------- | ----------------------------------------------- | ---------------- | --------- |
| 2023 | Festival Internacional de Cinema de Dallas    | Millor llargmetratge de narrativa internacional | Simón            | Nominat   |
| 2023 | Festival Internacional de Florida             | Millor llargmetratge de narrativa               | Simón            | Guanyador |
| 2023 | Festival Internacional de Cinema de Heartland | Millor llargmetratge de narrativa               | Simón            | Guanyador |
| 2023 | Festival de Cine de Venezuela                 | Millor pel·lícula                               | Simón            | Guanyador |
| 2023 | Festival de Cine de Venezuela                 | Millor director                                 | Diego Vicentini  | Guanyador |
| 2023 | Festival de Cine de Venezuela                 | millor actor secundari                          | Franklin Virgüez | Guanyador |
| 2023 | Festival de Cine de Venezuela                 | Millor fotografia                               | Horacio Martínez | Guanyador |
| 2023 | Festival de Cine de Venezuela                 | Millor muntatge                                 | Diego Vicentini  | Guanyador |
| 2023 | Festival de Cine de Venezuela                 | Millor guió                                     | Diego Vicentini  | Guanyador |
| 2024 | XXXVIII Premis Goya                           | Millor pel·lícula iberoamericana                | Simón            | Nominat   |